# Oreonesion testui
Oreonesion es un género monotípico de plantas de flores perteneciente a la familia Gentianaceae. Su única especie:  Oreonesion testui A.Raynal, es originaria de África Occidental tropical.

## Taxonomía
Oreonesion testui fue descrita por  Aline Marie Raynal y publicado en Adansonia, sér. 2 5: 272 (1965)